# Peugeot RC

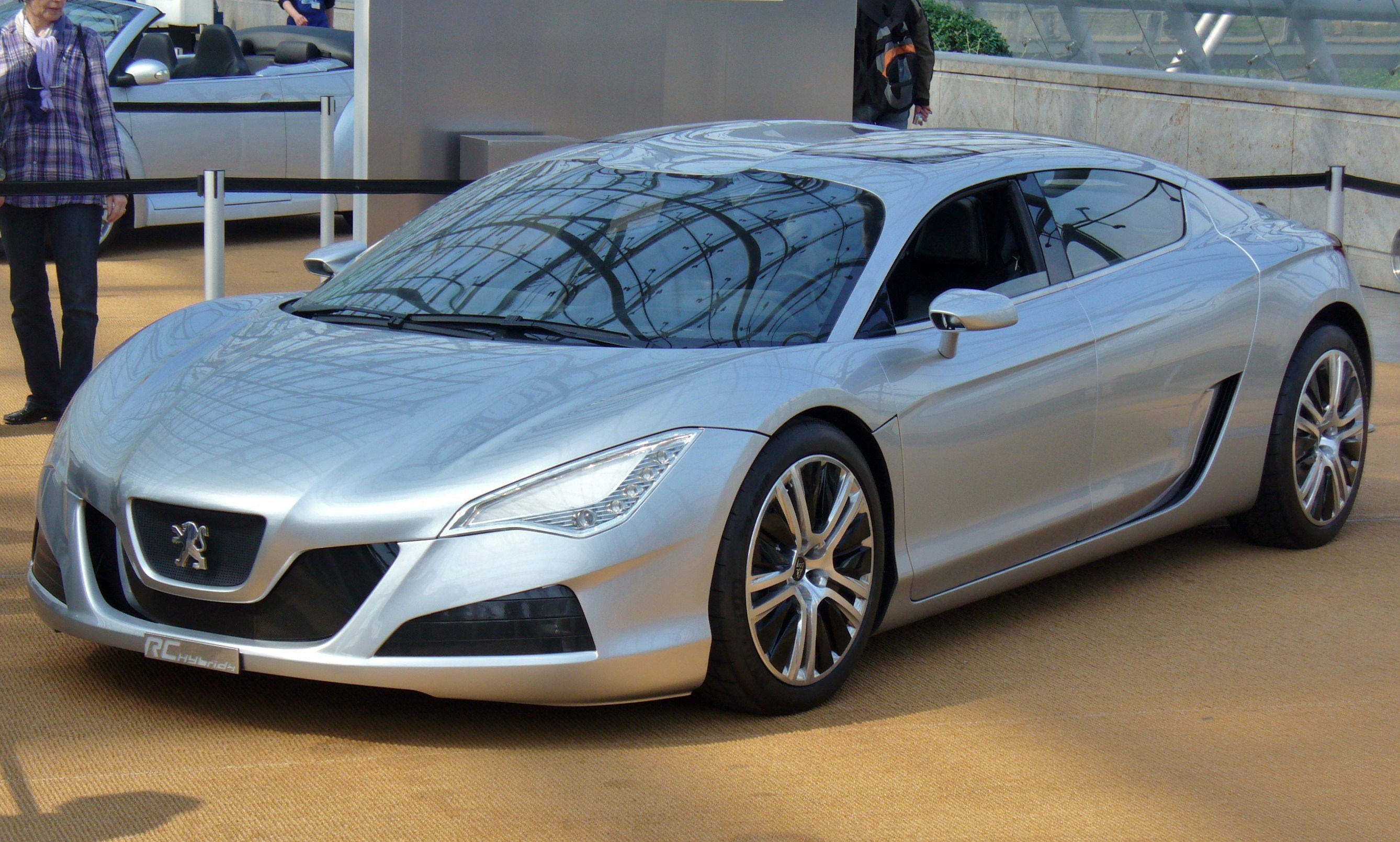
Hybrydowa wersja auta

Peugeot RC – samochód koncepcyjny, zbudowany przez francuską markę Peugeot, zaprezentowany w 2002 roku na międzynarodowym salonie samochodowym w Genewie. Nadwozie auta chwalono za wdzięk i wyobraźnię. Linie tego auta zapoczątkowały nowy design francuskich aut marki Peugeot. W 2008 roku na Paris Motor Show Peugeot przedstawił hybrydową wersję auta.